# The Storm (Moving Hearts)
The Storm è un album dei Moving Hearts, pubblicato dalla WEA Records nel 1985.

## Tracce
Lato A
1. The Lark – 13:00
2. The Titanic – 5:29

Lato B
1. The Storm – 4:10
2. Finore – 2:21 (Davy Spillane)
3. Tribute to Peadar O'Donnell – 9:22 (Donal Lunny)
4. May Morning Dew – 3:16 (Brano tradizionale)

## Musicisti
The Lark
- Donal Lunny - bouzouki, sintetizzatore
- Davy Spillane - cornamuse (uilleann pipes), fischietto (low whistle)
- Declan Masterson - cornamuse (uilleann pipes)
- Keith Donald - sassofono soprano
- Eoghan O'Neill - basso
- Matt Kelleghan - batteria
- Noel Eccles - marimba, conga, bongos, floor toms, gong

The Titanic
- Donal Lunny - bodhrán, bouzouki, sintetizzatore
- Davy Spillane - fischietto (low whistle)
- Davy Spillane - cornamuse (uilleann pipes) (brano: A Breton in Paris)
- Declan Masterson - cornamuse (uilleann pipes) (brano: An Irishman in Brittany)
- Keith Donald - sassofono alto
- Eoghan O'Neill - basso
- Matt Kelleghan - batteria
- Noel Eccles - congas, tamburello

The Storm
- Donal Lunny - bouzouki, sintetizzatore
- Greg Boland - chitarra
- Dave Spillane - cornamuse (Uilleann pipes)
- Declan Masterson - cornamuse (uilleann pipes) (brano: The Staff in the Baggot)
- Keith Donald - sassofono soprano
- Eoghan O'Neill - basso
- Matt Kelleghan - batteria
- Noel Eccles - congas, bongos

Finore
- Donal Lunny - bouzouki, sintetizzatore
- Davy Spillane - fischietto (low whistle)
- Keith Donald - clarinetto basso
- Eoghan O'Neill - basso
- Matt Kelleghan - batteria
- Noel Eccles - congas, crotales

Tribute to Peadar O'Donnell
- Donal Lunny - bodhran, bouzouki, sintetizzatore
- Davy Spillane - cornamuse (uilleann pipes), fischietto (low whistle)
- Eoghan O'Neill - basso
- Noel Eccles - congas, bongos, tambourine, castanets, shakers, percussioni

May Morning Dew
- Donal Lunny - sintetizzatore
- Davy Spillane - fischietto (low whistle)
- Eoghsn O'Neill - basso fretless[3]
- Donal Lunny - arrangiamenti (brani: A1a, A1b, A1c, A1d, A1e, A2a, A2b, B1b, B3 e B4)
- Davy Spillane - arrangiamenti (brani: A1a, A1e, B1a, B2 e B4)
- Eoghan O'Neill - arrangiamenti (brani: A1a, A1b, A1c, A1d, A1e, A2b, B1a, B1b e B4)
- Moving Hearts - arrangiamenti (brani: A1f e A1g)[1]